# الجيل الثالث من أنظمة ألعاب الفيديو
في تاريخ ألعاب الفيديو، بدأ الجيل الثالث (أحيانًا يُشار إليه باسم حقبة 8-بت) في 15 يوليو 1983، بالإصدار الياباني لنظامين: الحاسوب العائلي لنينتندو (ويُطلق عليه أحيانًا فاميكوم) سيجا جيم 1000 من سيجا. عندما أُصدر الحاسوب العائلي خارج اليابان، أُعيد تصميمه وتسويقه على أنه نينتندو إنترتينمنت سيستم. شهد هذ الجيل نهاية حقبة انهيار ألعاب الفيديو، وتحولاً في هيمنة مصنعي ألعاب الفيديو المنزلية من الولايات المتحدة إلى اليابان. المنصات المحمولة لم تكن جزءًا رئيسيًا من هذا الجيل، مع أن خط غيم أند واتش من نينتندو قد بدأ في 1980 وصدر ميكروفيجن من ميلتون برادلي في 1979 ولكنهما يعدان من أجهزة الجيل الثاني.
أعطت التحسينات التقنية منصات هذا الجيل قدرات مرئية وصوتية محسنة. ازداد عدد الألوان المتزامنة على الشاشة وكذلك حجم اللوحة، والذي ضاعف الأبعاد وكذلك النقوش المتحركة، مما يعني أن المطورين أصبح باستطاعتهم ابتكار مشاهد بتفاصيل أكثر. أصبحت قنوات الصوت الخماسية شائعة مما أعطى المنصات القدرة على إنتاج تغير كبير ونطاق واسع من الصوت. كان بهذا الجيل ابتكار ملحوظ هو تضمين الخراطيش بذاكرة وبطارية ذاتيتين للسماح للمستخدمين بحفظ تقدمهم في لعبة، وبتقديم نينتندو لهذه التقنية إلى السوق بإصدارها أسطورة زيلدا. سمح هذا الابتكار بعوالم ألعاب ممتدة أكثر بكثير وكذلك سرد قصص معمقة، لأن المستخدمين أصبح باستطاعتهم حفظ تقدمهم عوضًا عن بدء اللعبة من البداية. بظهور الجيل التالي، أصبحت القدرة على حفظ الألعاب واسعة الانتشار، في البداية الحفظ على خرطوشة اللعبة نفسها، ولاحقًا تحولت الصناعة إلى الأقراص البصرية بخاصية القراءة فقط ثم بطاقات الذاكرة ثم الأقراص الصلبة وأخيرًا التخزين السحابي.
النظام الأكثر مبيعًا من هذا الجيل هو نينتندو إنترتينمنت سيستم، يليه سيجا ماستر سيستم، وأخيرًا أتاري 7800. مع أن الجيل السابق قد استخدم أيضًا معالجات 8-بت، إلا أن الأنظمة أصبحت في نهاية الجيل الثالث تُصنَّف وتُسوَّق حسب وحدات «البت». وهكذا أصبح المعتاد في أنظمة 16-بت من الجيل الرابع مثل تسويق ميجا درايف للتفريق بين الأجيال. في اليابان وأمريكا الشمالية، هيمن نينتندو إنترتينمنت سيستم على أسواقهما، في حين أن ماستر سيستم قد هيمن على الأسواق الأوروبية والأمريكية. شهدت ظهور أنظمة 16-بت نهاية الجيل الثالث وتوقف نينتندو إنترتينمنت سيستم في 25 سبتمبر 2003.

## نظرة عامة
أصبح نينتندو إنترتينمنت سيستم (أو فايمكوم) شائعًا جدًا في اليابان أثناء تلك الفترة، مزاحمًا الأنظمة الأخرى من هذا الجيل. هيمن نظيره الغربي على سوق ألعاب الفيديو في أمريكا الشمالية، بفضل جزئي لاتفاقيات الترخيص المقيدة مع المطورين. هذا قد أبرز تحولاً في هيمنة ألعاب الفيديو المنزلية من الولايات المتحدة إلى اليابان، إلى النقطة التي وصفتها كومبيوتر غيمنغ ورلد «بجنون نينتندو» وغير عادل مصممي ألعاب الفيديو الأمريكيين لأنه «تقريبا كل العمل حتى الآن تم القيام به في اليابان». كان مبيعات الشركة تقدر بنسبة 65% من مبيعات الأجهزة لعام 1987 في سوق المنصات؛ أتاري نسبتها 24% وسيغا نسبتها 8% وشركات أخرى نسبتها 3%.
نمت شعبية المنصات اليابانية بسرعة لدرجة أنه في 1988 صرحت إبيكس أنه، على النقيض تمامًا من صناعة أنظمة الألعاب في 1984 التي أصبحت الشركات فيها ميتة، كان السوق لخراطيش نينتندو أكبر من برمجيات الحاسوب المنزلي كله. باعت نينتندو 7 ملايين من منصات نينتندو إنترتينمنت سيستم في 1988، تقريبًا ويقارب عدد مبيعات كومودور 64 في سنواته الخمس الأولى. ذكرت كومبيوت! في تقرير لها أن شعبية نينتندو تسببت بانخفاض مبيعات معظم شركات ألعاب الحاسوب أثناء عيد الميلاد تلك السنة، نتج عنها مشكلات مالية خطيرة للبعض، وبعد أكثر من عقد في صناعة ألعاب الحاسوب، في 1989 تحولت إبيكس تمامًا إلى خراطيش المنصات. بحلول 1990، 30% من الأسر الأمريكية قد امتلكت نينتندو إنترتينمنت سيستم، مقارنةً بنسبة 23% لكل الحواسيب الشخصية، و‌ضغط الأقران لامتلاك منصة كان عظيمًا حتى أن أطفال مطوري ألعاب الحاسوب طالبوهم برغم رفض أولياء الأمور ووجود الحواسيب الفنية والبرمجية في المنزل. كما ذكرت كومبيوتر غيمنغ ورلد في تقرير لها في 1992، «الأطفال الذي لا يصلون إلى ألعاب الفيديو هم منعزلين مثل أطفال جيلنا الذين رفض آبائهم شراء تلفاز».
كانت سيغا منافسة نينتندو الرئيسية أثناء الحقبة من حيث مبيعات المنصات في السوق. على عكس نينتندو إنترتينمنت سيستم، لم يكن سيغا غيم 1000 - والذي تفوق على ماستر سيستم سيغا - في البداية يختلف كثيرًا عن المنصات السابقة مثل كوليكو فيجن والحواسيب المعاصرة مثل إم إس إكس، وبرغم ذلك، مع نقص تمرير الأجهزة، كان سيغا غيم 1000 قادرًا على إنجاز تأثيرات تمرير متقدمة، منها تمرير المنظر في أورغوس و‌تحجيم النقوش في زوم 909. في 1985، دمج سيغا ماستر سيستم التمرير بالأجهزة بالإضافة إلى زيادة لوحة الألوان والذاكرة والتأثيرات الثلاثية الأبعاد الوهمية و‌الثلاثي الأبعاد المجسم، مما جعله يكتسب أفضلية على نينتندو إنترتينمنت سيستم. مع ذلك، استمر نينتندو إنترتينمنت سيستم بهيمنته على أسواق أمريكا الشمالية واليابان، في حين أن ماستر سيستم اكتسب سيطرة أكثر في أسواق أوروبا وأمريكا الجنوبية المستجدة.
ساهمت هذه الحقبة بكثير من الجوانب المؤثرة لتاريخ تطوير ألعاب الفيديو. شهد الجيل الثالث إصدار الكثير من ألعاب تقمص الأدوار الأولى بالمنصات. التعديل و‌الرقابة على ألعاب الفيديو كانت غالبًا تستخدم في توطين الألعاب اليابانية في أمريكا الشمالية. خلال هذه الحقبة، بدأت عدة سلاسل ألعاب فيديو شهيرة والتي تخطت الجيل الثالث واستمرت خلال الإصدارات على منصات لاحقة. بعض الأمثلة هي، سوبر ماريو برذرز و‌الخيال النهائي و‌أسطورة زيلدا و‌مسعى التنين و‌مترويد و‌ميجا مان و‌المعدات المعدنية و‌كاسلفينيا و‌نجم الإبداع و‌ميغامي تينسي و‌نينجا غايدن و‌بومبرمان.
في أمريكا الشمالية، أتاري 7800 وماستر سيستم توقفا في 1992، في حين أن نينتندو إنترتينمنت سيستم استمر في الإنتاج لعدة سنوات. في أوروبا، توقف ماستر سيستم في أواخر عقد 1990. مع ذلك لا زال يُباع في البرازيل حتى يومنا هذا. في اليابان، استمرت نينتندو في إصلاح أنظمة فايمكوم حتى 31 أكتوبر 2007.

## الأنظمة المنزلية

### سيغا غيم 1000
في 15 يوليو 1983، أُصدر سيغا غيم 1000 في اليابان، المنصة الأولى التي تصنعها سيغا. وقد أُصدر إلى جانب فاميكوم مما يجعلهما أول منصتين من الجيل الثالث. بينما أنه لم يُباع مثل المنصات الأخرى من الجيل، إلا أنه يعد مهمًا بالنسبة لتطور سيغا في تصنيع أنظمة ألعاب الفيديو.

### نينتندو إنترتينمنت سيستم
فايمكوم قد أُصدر في 15 يوليو 1983 في اليابان وفي أمريكال الشمالية في سبتمبر 1986 باسم نينتندو إنترتينمنت سيستم، وكان نظامًا مطورًا على أساس الخراطيش 8-بت وسوقته نينتندو. وأصبح أشهر نظام ألعاب فيديو في الجيل، ووصلت ميبعاته إلى 60 مليون نسخة. وكان أول نظام منزلي يتميز بذراع تحكم به لوحة اتجاهات قام بتصميمها غانبي يوكوي والذي أصبحت أساسية في الصناعة منذ ذلك الحين. توقف نينتندو إنترتينمنت سيستم في أمريكا الشمالية في 14 أغسطس 1995 في حين أنه لم يتوقف في اليابان إلا في 25 سبتمبر 2003.

### سيغا ماستر سيستم
أُصدر سيغا مارك 3 في 20 أكتوبر 1985 للسوق الياباني وكان التكرار الثالث لسيغا غيم 1000. تغير الاسم لماستر سيستم وتغير التصميم للإصدار خارج اليابان. كان مُصممًا ليكون أقوى من نينتندو إنترتينمنت سيستم في محاولة لمنحه ميزة في المنافسة ولكن برغم المبيعات الجيدة، إلا أنه لم يستطع تحقيق النجاح الذي حققه نينتندو إنترتينمنت سيستم مما جعله ثاني أكثر منصة مبيعًا من الجيل. كان هذا هو الحال في كل المناطق بصرف النظر عن البرازيل حيث استمرت مبيعاته لسنوات بعد نهاية الجيل. كان لدى ماستر سيستم ألعاب قليلة من جهات مستقلة والذي كان من المحتمل أن السبب في ذلك اتفاقيات تراخيص نينتندو التي اشترطت على المطورين إصدار الألعاب لنظامها فقط.

### أتاري 7800
أُصدر أتاري 7800 في مايو 1986 وكان خليفة أتاري 5200. وكان النظام الأول بخاصية التوافق العكسي دون الحاجة لمعدات إضافية. كان من المقرر إطلاقه في 21 مايو 1984 ولكن بسبب بيع الشركة لم يحدث الإطلاق إلا بعد عامين وإلى جانب مكتبة صغيرة من الألعاب لم يتمكن النظام من بيعها جيدًا.

### أنظمة أخرى

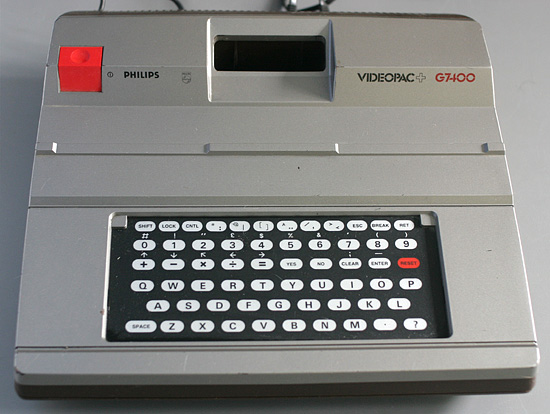
فيديوباك+ جي 7400 (1983)
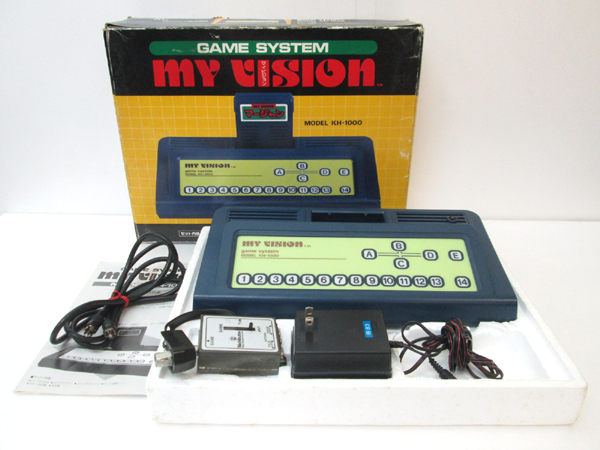
ماي فيجن (1983)
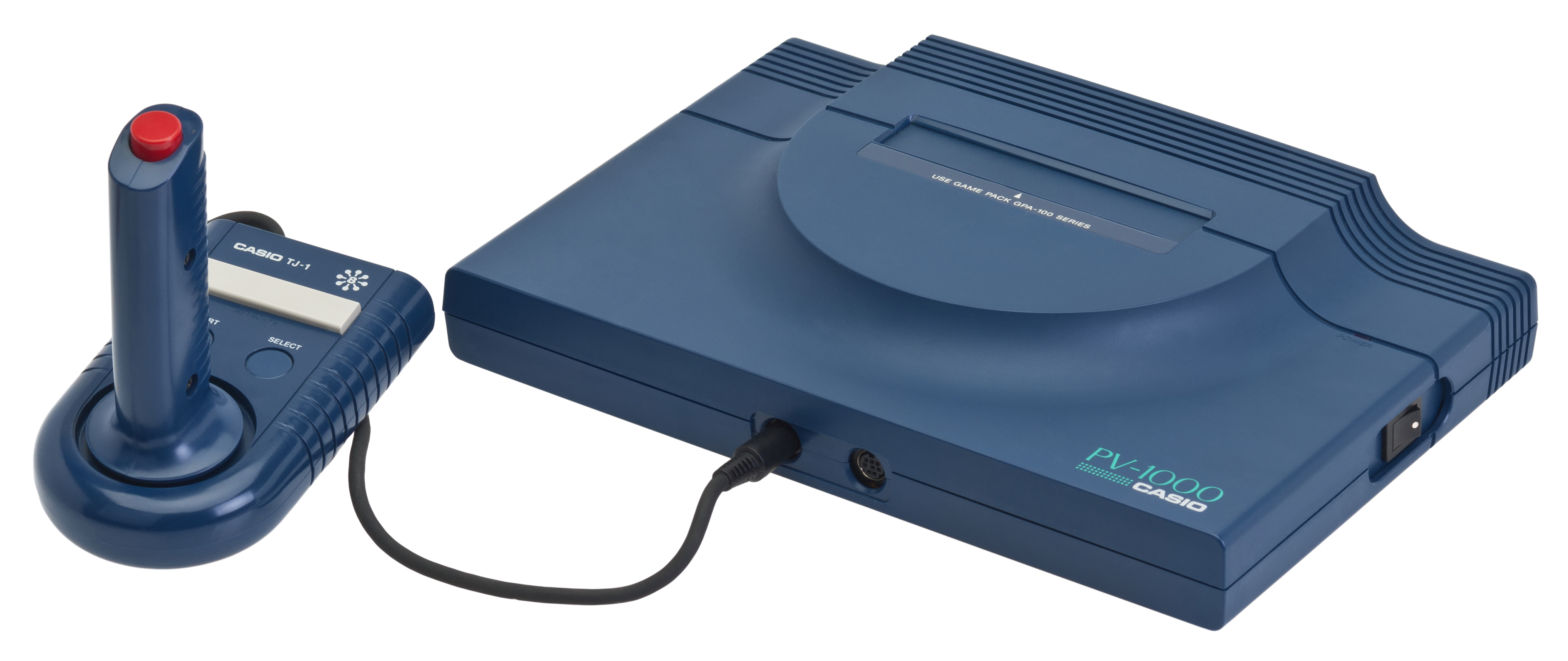
بي في-1000 (1983)
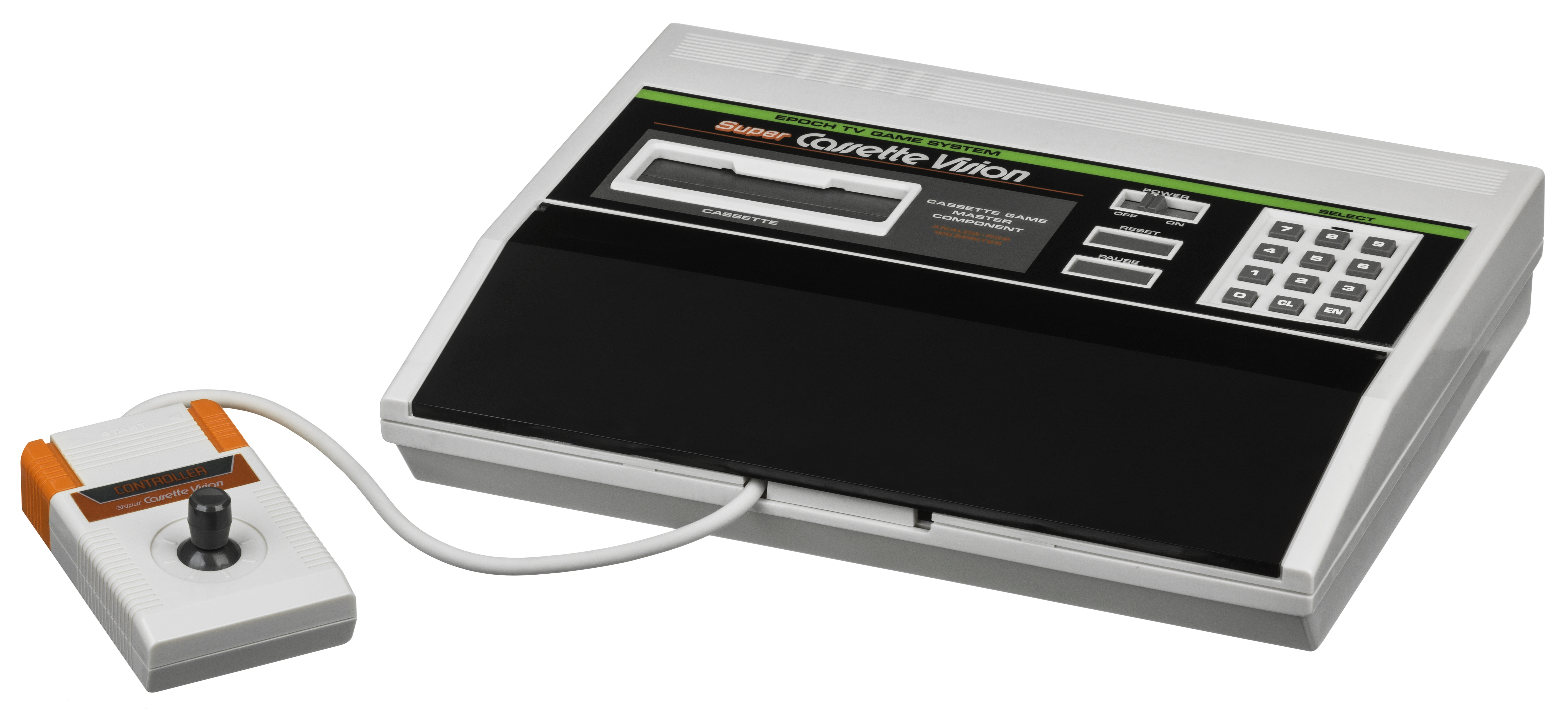
سوبر كاسيت فيجن (1984)
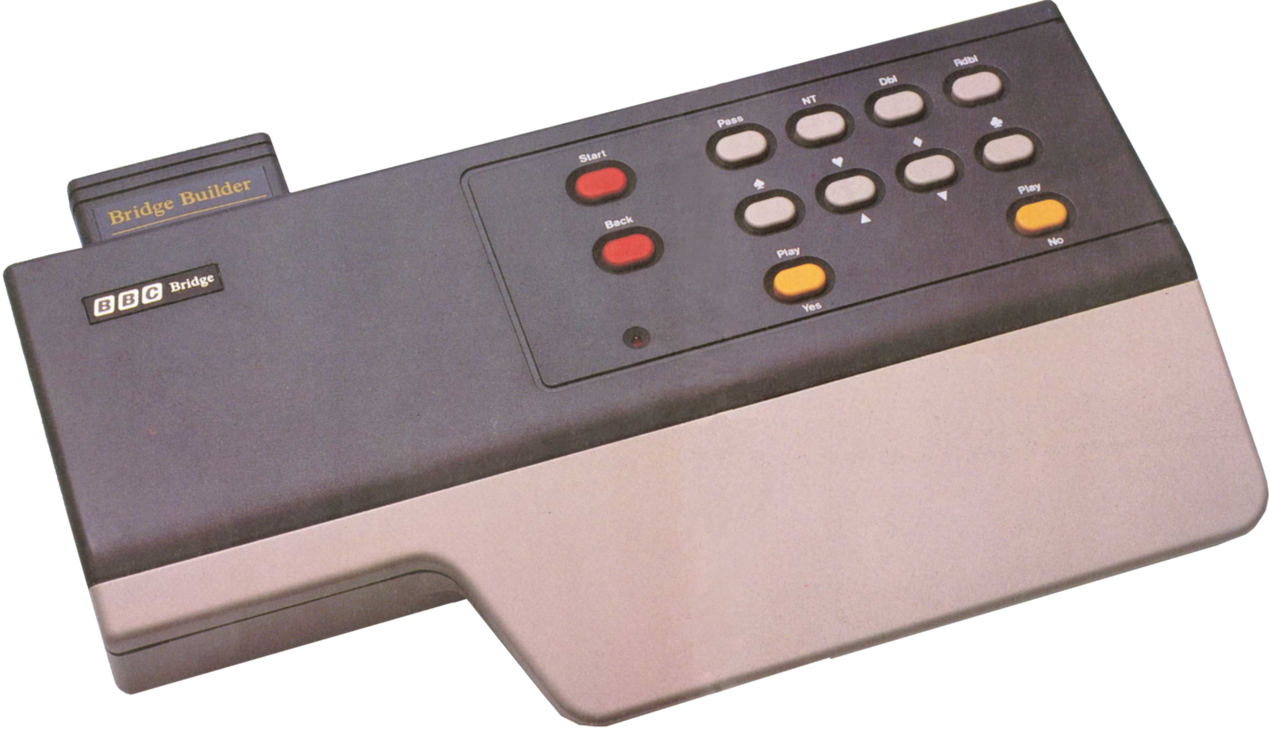
بي بي سي بريدج كومبانيون (1985)
إل جاي إن فيديو آرت (1985)
زيمكس (1985)
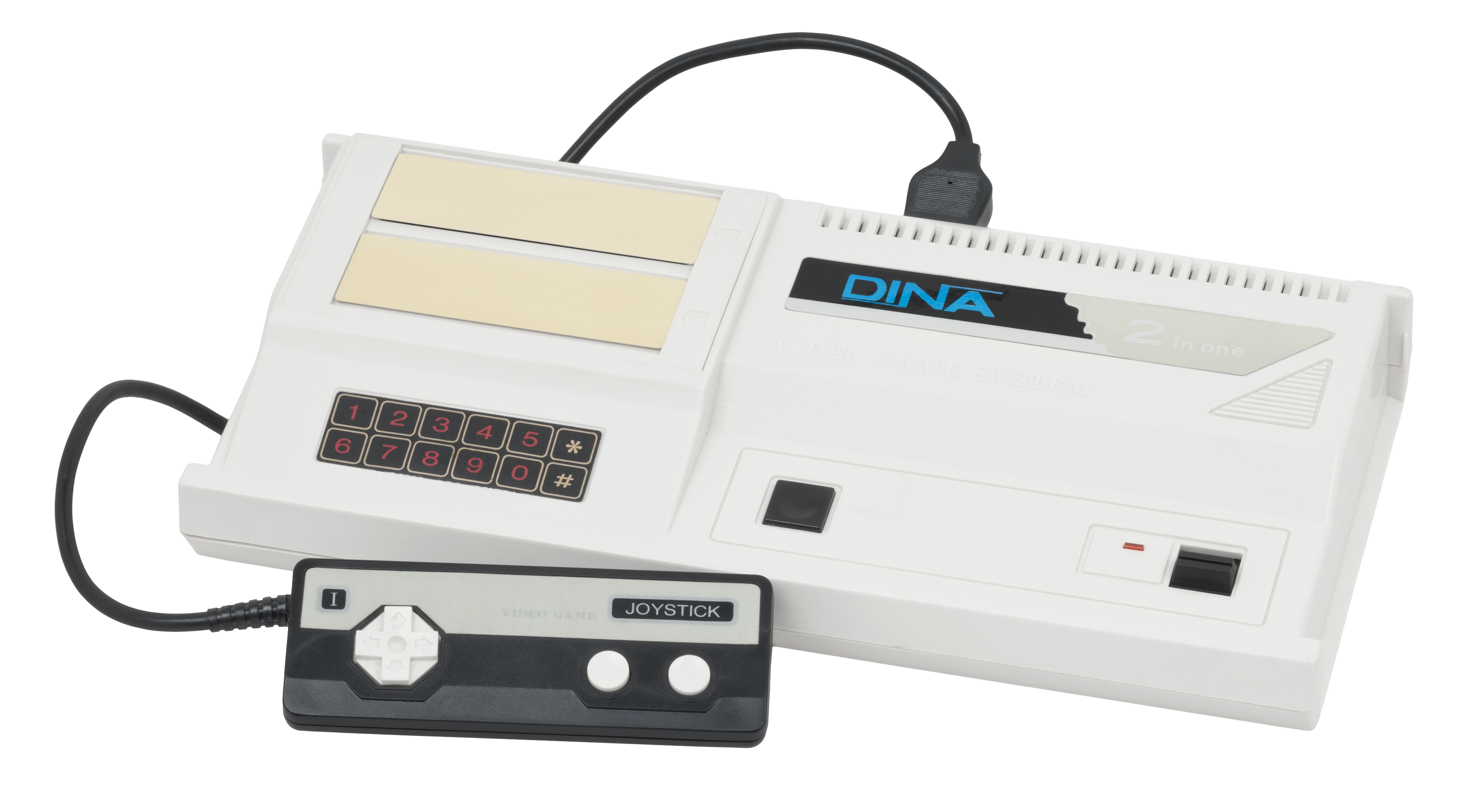
دينا (1986)
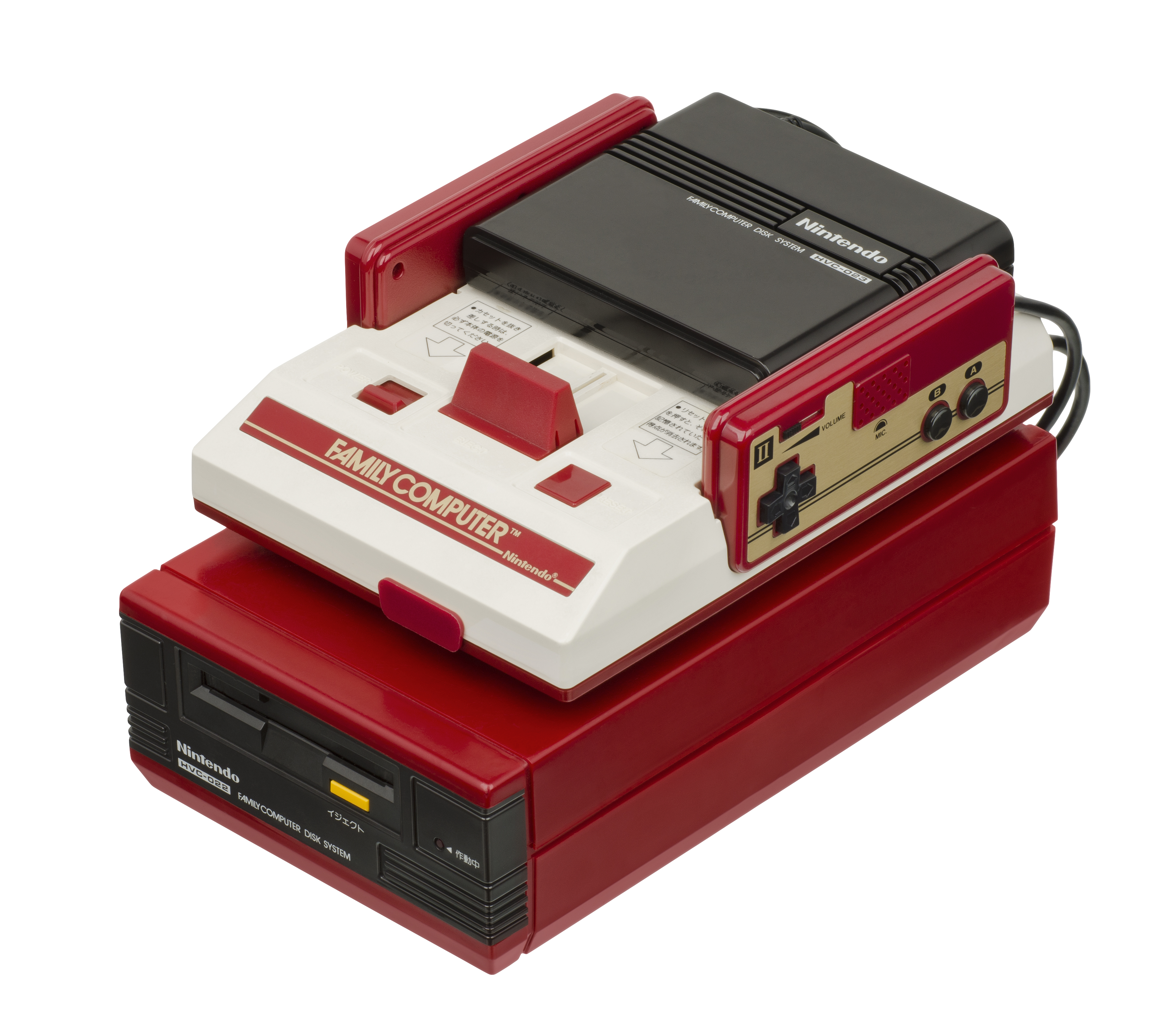
نظام القرص فاميكوم (1986)
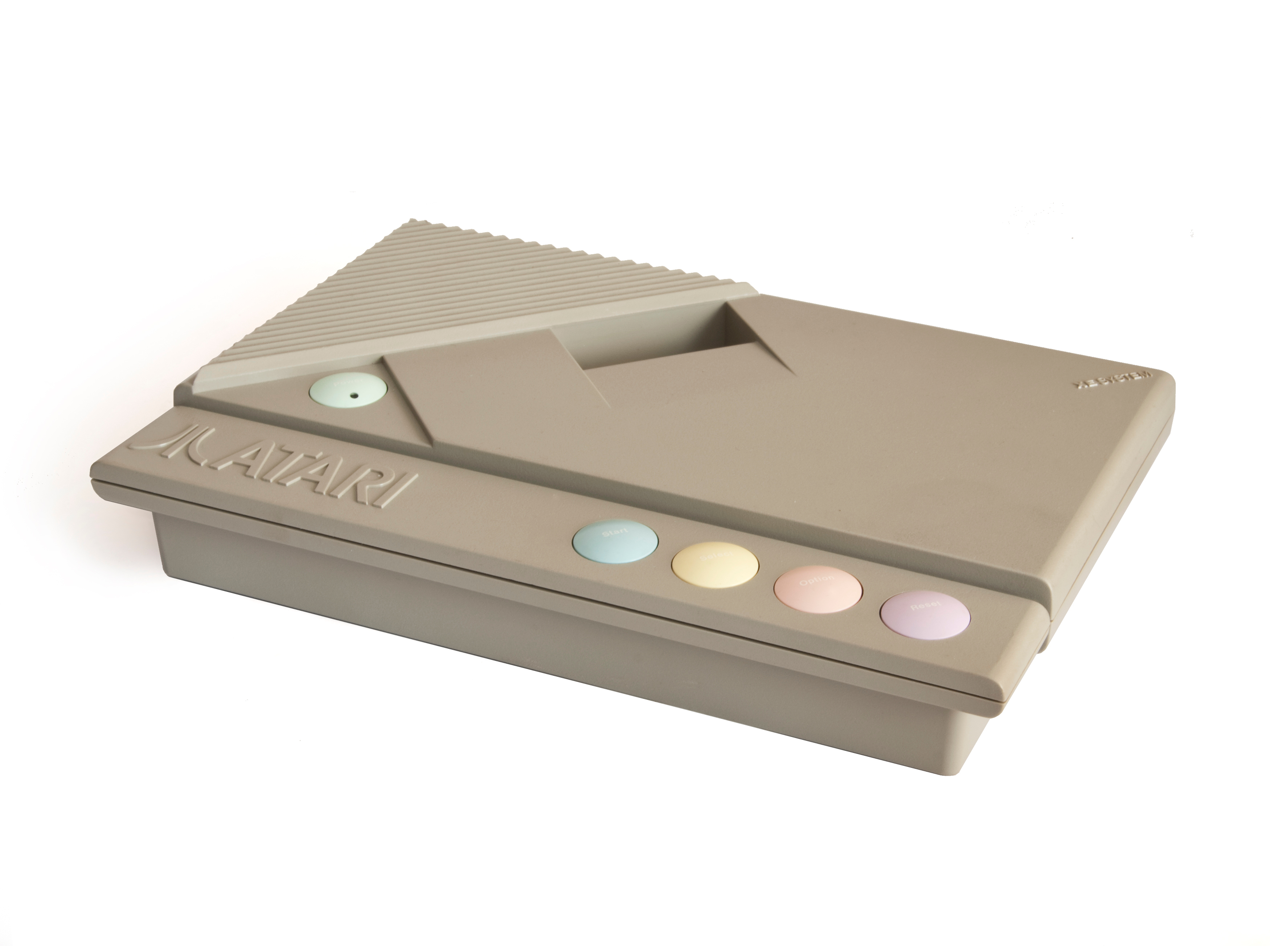
نظام أتاري إكس إي لألعاب الفيديو (1987)
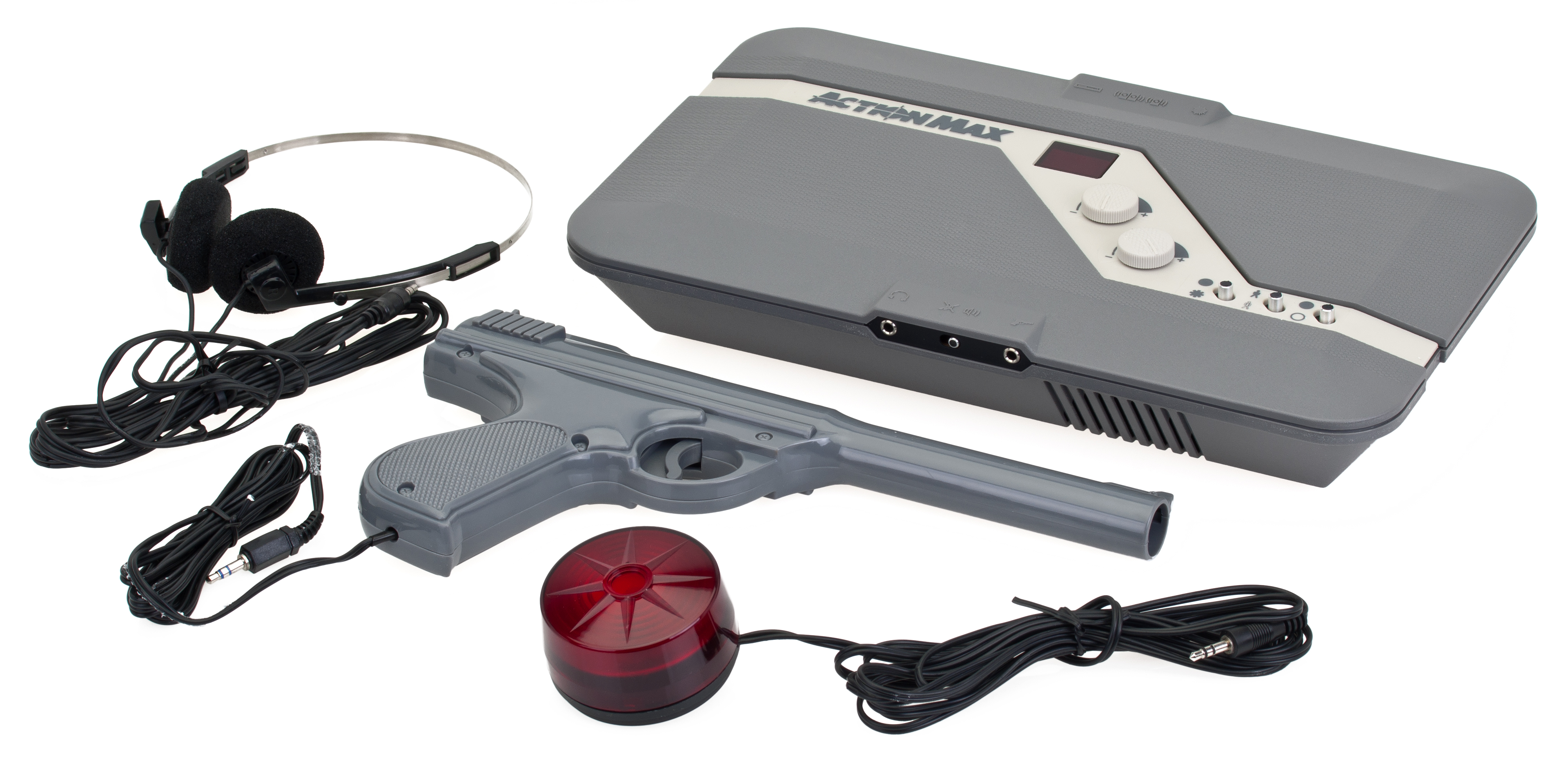
أكشن ماكس (1987)
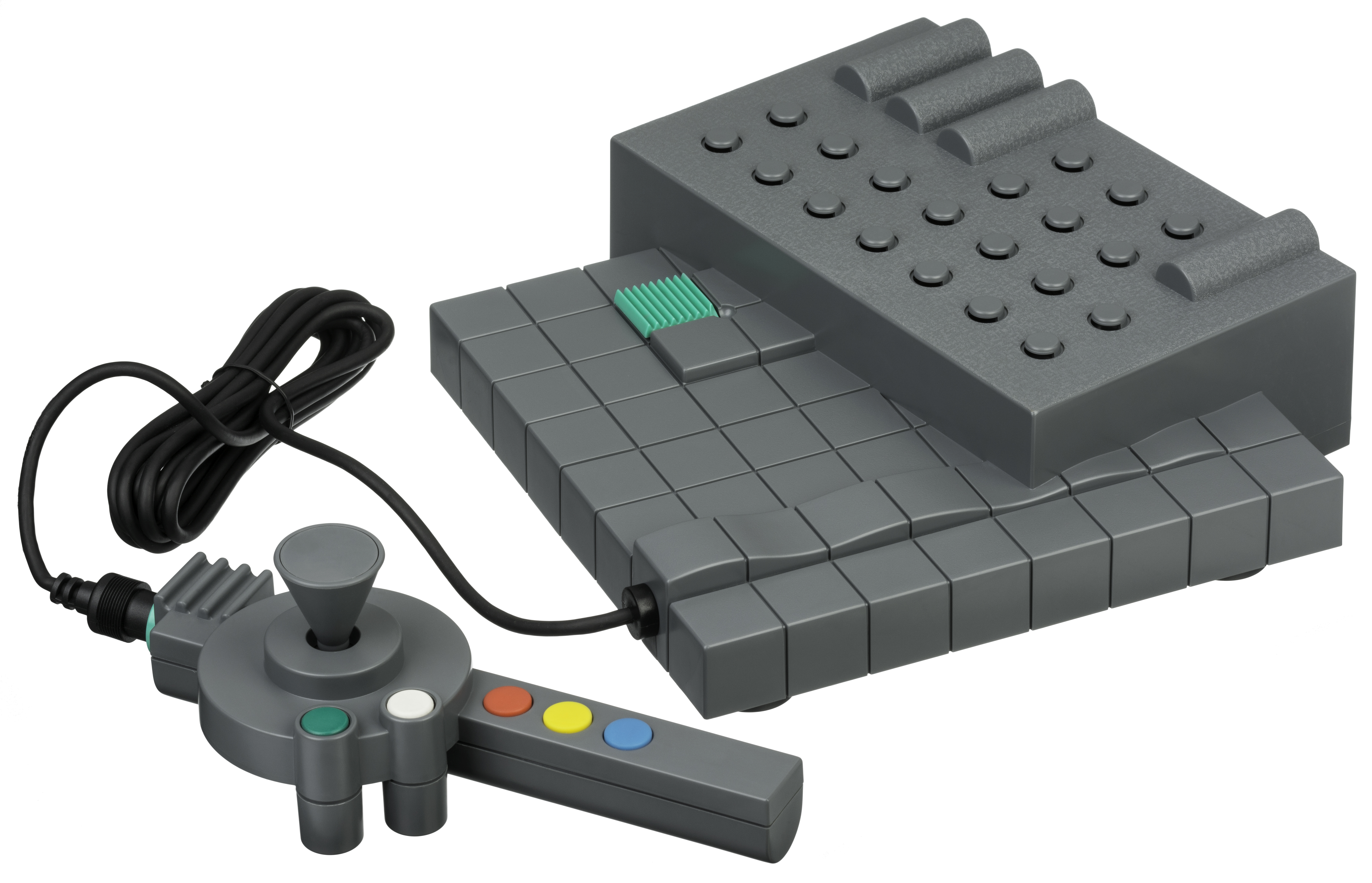
فيو ماستر إنتراكتيف فيجن (1988)
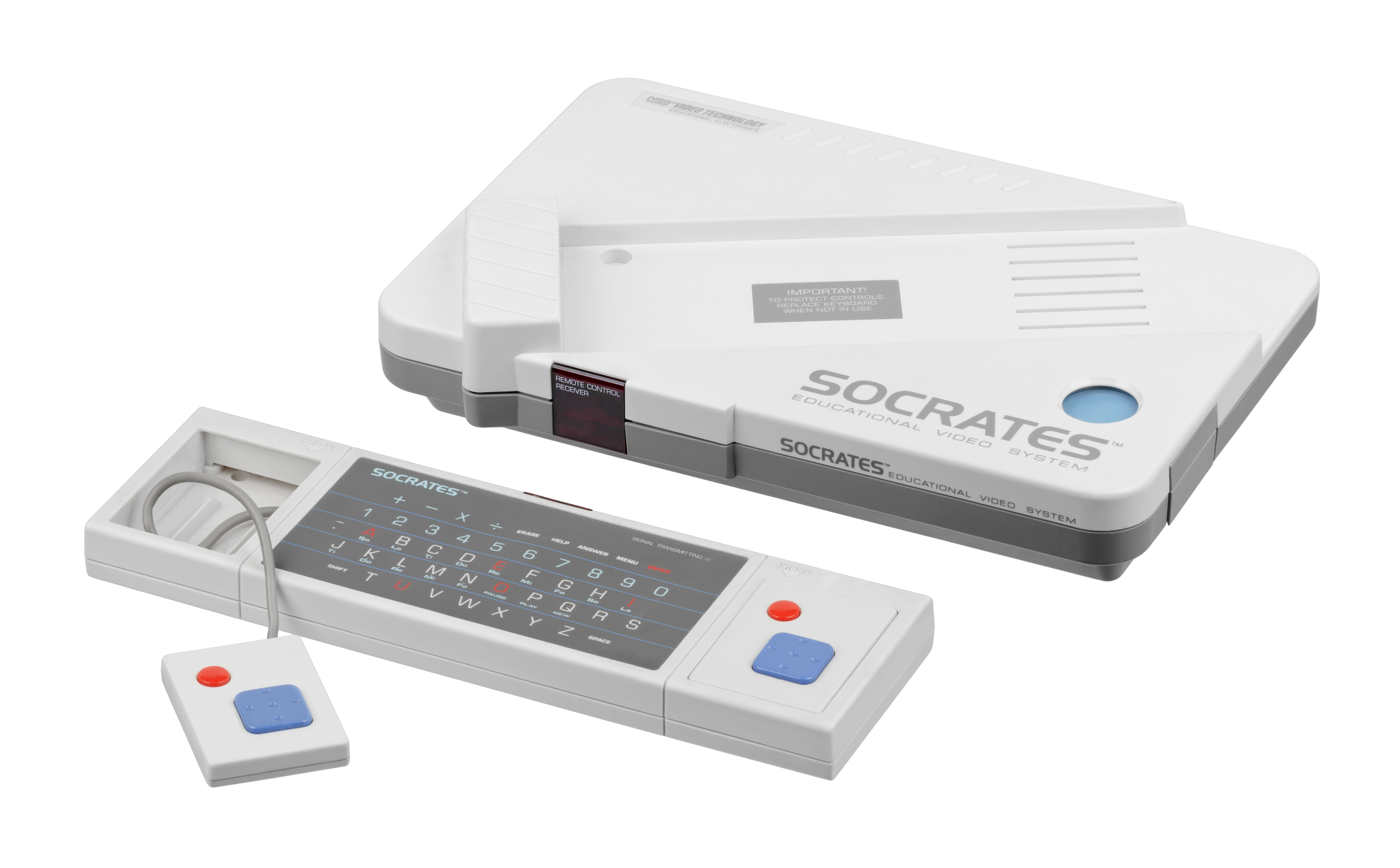
في تك سوكراتيس (1988)
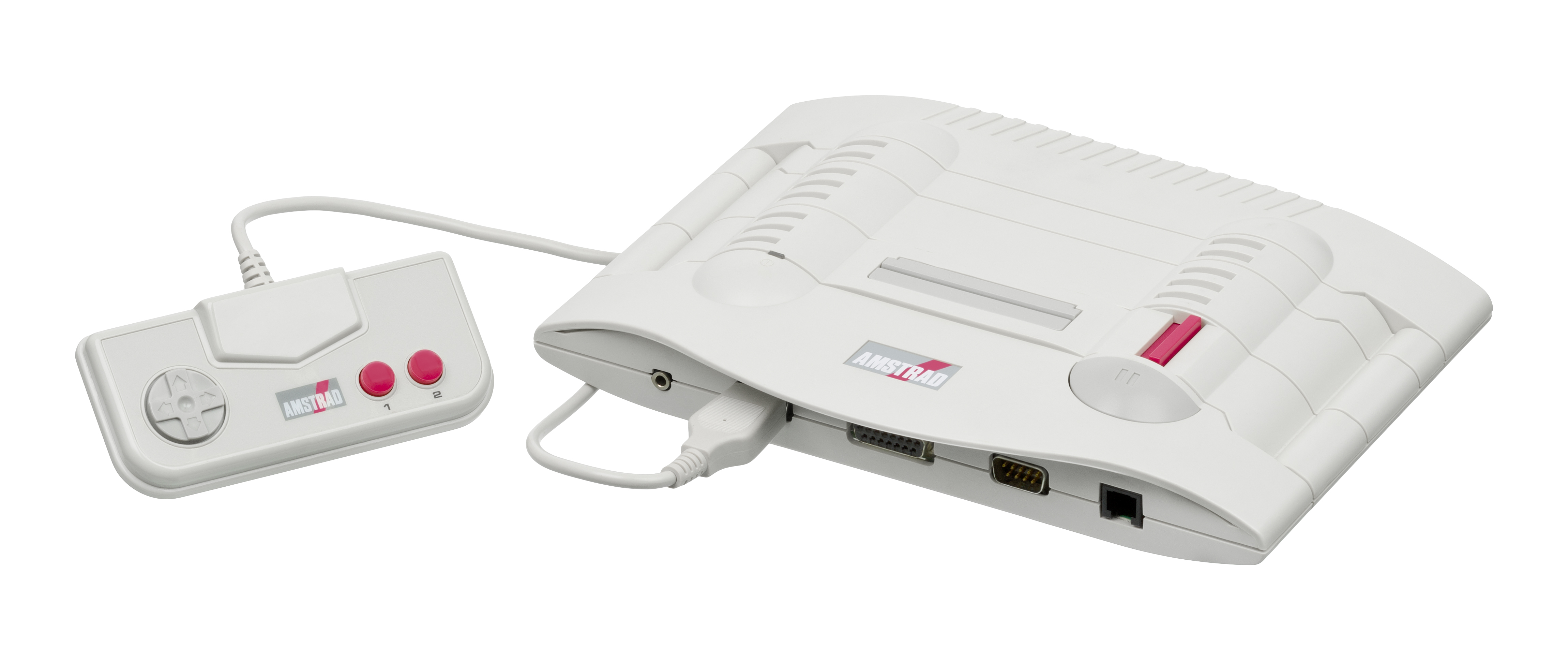
أمستراد جي إكس4000 (1990)
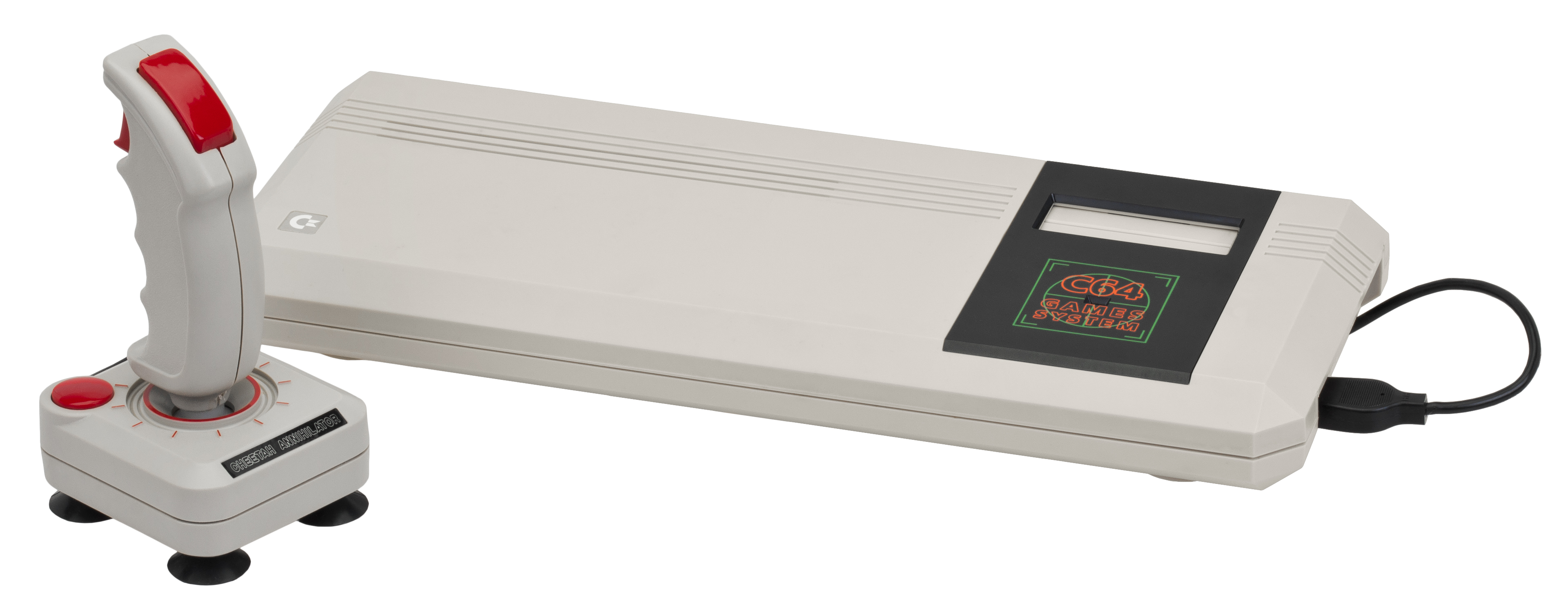
نظام ألعاب كومودور 64 (1990)

### مقارنات

#### الإمكانات
| الاسم                  | الاسم                  | سيغا غيم 1000 | نينتندو إنترتينمنت سيستم | سيغا ماستر سيستم | أتاري 7800                                                                                                  |
| ---------------------- | ---------------------- | --- | --- | --- | --- |
| المُصنِّع                 | المُصنِّع                 | سيغا | نينتندو | سيغا | أتاري |
| النظام (المنصة)        |                        | | | | |
| السعر عند الإطلاق      | السعر عند الإطلاق      | JP¥15,000 (ما يعادل ¥18٬600 في 2019)                                                                                | JP¥14,800 (ما يعادل ¥18٬400 في 2019) US$180(ما يعادل US$430 في 2020) CA$240 (ما يعادل CA$510 في 2018) | JP¥15,000 (ما يعادل ¥17٬800 في 2019) US$199.99 (ما يعادل $470 في 2020) UK£99.95 (ما يعادل £280 في 2018)                                                                                                | US$140 (ما يعادل $330 في 2020)                                                                              |
| تاريخ الإصدار          | تاريخ الإصدار          | اليابان 15 يوليو 1983 أوس 1983                                                                                      | اليابان 15 يوليو 1983 أ.ش. سبتمبر 1985 أوروبا سبتمبر 1986 عالمي 1987 | اليابان 20 أكتوبر 1985 أ.ش. أكتوبر 1986 عالمي يونيو 1987 | أ.ش. مايو 1986 عالمي يوليو 1987                                                                             |
| الوسائط                | الوسائط                | - خرطوشة روم - كاسيت (بلوحة مفاتيح مرفقة) - بطاقة بيانات (يتطلب منفذ بطاقة)                                         | - خرطوشة روم - 3″ قرص مرن (يتطلب نظام أقراص فاميكوم، في اليابان فقط) | - خرطوشة روم - بطاقة بيانات (النموذج الأول فقط) | خرطوشة روم                                                                                                  |
| الألعاب الأكثر مبيعًا   | الألعاب الأكثر مبيعًا   | — | سوبر ماريو برذرز (مرفقة بحزمة)، 40.24 مليون (حتى 1999) سوبر ماريو برذرز 3، 18 مليون (حتى 21 مايو 2003) | هانغ أون و‌ماركسمان شوتنغ آند تراب شوتنغ (مرفقة بحزمة) الفتى أليكس في عالم المعجزات (مرفقة بحزمة) القنفذ سونيك (مرفقة بحزمة)                                                                            | بول بوزيشن 2 (مرفقة بحزمة)                                                                                  |
| توافقية رجعية          | توافقية رجعية          | غير متاحة | غير متاحة | سيغا غيم 1000 (الأنظمة اليابانية فقط) | أتاري 2600                                                                                                  |
| ملحقات (التجزئة)       | ملحقات (التجزئة)       | - مقبض تحكم دراجة - منفذ بطاقات - مقود سيغا - وحدة سيغا للطلقات السريعة - إس كيه 1100                               | - نظام القرص فاميكوم (في اليابان فقط) - نينتندو إنترتينمنت سيستم أدفانتدج - نينتندو إنترتينمنت سيستم فور سكور - نينتندو إنترتينمنت سيستم ساتلايت - نينتندو زابير - باور باد - فاميلي كومبيوتر روبوت - فاميكوم 3دي سيستم (في اليابان فقط) وأخرى...                                           | - مسدس طور ضوئي - نظارات سيغا ثلاثية الأبعاد - عصا تحكم سيغا - مقود سيغا - مضرب تحكم سيغا - سيغا برو أكشن ريبلاي - نظام سيغا للتحكم عن بعد - وحدة سيغا للطلقات السريعة - آمر سيغا - لوحة سيغا الرياضية | - مسدس أتاري إكس جي-1 الضوئي                                                                                |
| وحدة المعالجة المركزية | وحدة المعالجة المركزية | إن إي سي 780 سي (مبني على 8/16-بت معالج زد 80) 3.58 ميغاهرتز إن تي إس سي (3.55 ميغاهرتز بال)                        | ريكو 2إيه03 أو 2إيه07 (مبني على المعالج موس تكنولوجي 6502 8-بت) 1.79 ميغاهرتز (1.66 ميغاهرتز بال):149 | معالج زد 80 إيه 4 ميغاهرتز | 6502 سي المخصص (مبني على المعالج موس تكنولوجي 6502 8-بت) 1.19 ميغاهرتز أو 1.79 ميغاهرتز                     |
| وحدة معالجة الرسوميات  | وحدة معالجة الرسوميات  | تكساس إنسترومنتس تي إم إس 9918                                                                                      | وحدة معالجة الصور ريكوه | ياماها واي إم 2602 معالج عرض الفيديو (م.ع.ف) | - أتاري ماريا - أتاري تيا                                                                                   |
| شريحة الصوت            | شريحة الصوت            | تكساس إنسترومنتس إس إن 76489                                                                                        | - إن تي إس سي: ريكو 2إيه03:147 - بال: ريكو 2إيه07:109 نظام القرص فاميكوم: - نينتندو 2سي33 | - ياماها م.ع.ف م.ص.ب (مولد صوت برمجي) (إس إن 76496) في اليابان فقط: - ياماها واي إم 2413 | - أتاري تيا شريحة خرطوشة اختيارية: - أتاري بوكي                                                             |
| الذاكرة                | الذاكرة                | 3 كيبيبايت رام - 1 كيبيبايت رام رئيسية - 2 كيبيبايت فيديو رام                                                       | 4.277344 كيبيبايت (4380 بايت) رام - 2 كيبيبايت رام رئيسية:149 - 2 كيبيبايت فيديو رام - 256 بايت رام سمة نقش - 28 بايت رام لوحة التحديثات: - شرائح جهاز إدارة الذاكرة: يصل إلى 8 كيبيبايت رام عاملة و12 كيبيبايت فيديو رام - نظام القرص فاميكوم: 32 كيبيبايت رام عاملة، 8 كيبيبايت فيديو رام | 24.03125 كيبيبايت (24,608 بايت) رام - 8 كيبيبايت رام شبه ثابتة رئيسية - 16 كيبيبايت رام فيديو شبه ثابتة (جدول سمة نقوش 256 بايت) - 32 بايت رام لوحية                                                   | 4 كيبيبايت رام - 4 كيبيبايت رام رئيسية (200 بايت مخزن خطي مؤقت)                                             |
| الفيديو                | الدقة                  | 256×192 | 256×240 | 256×192، 256×224، 256×240 | 160×200 أو 320×200                                                                                          |
| الفيديو                | لوحة الألوان           | 21 لون | 54 لون:149 | 64 لون | 256 لون (16 صبغة لون و16 لوما)                                                                              |
| الفيديو                | الألوان على الشاشة     | 16 لون متزامن (لون واحد لكل نقش متحرك)                                                                              | 25 لون متزامن (4 ألوان لكل نقش متحرك) | 32 لون متزامن (16 لون لكل نقش متحرك) | 25 لون متزامن (1، 4 أو 12 لون لكل نقش متحرك)                                                                |
| الفيديو                | نقوش متحركة            | - 32 على الشاشة (4 لكل خط مسح ضوئي) - 8×8 أو 8×16 بكسل - عدد صحيح من النقوش المتحركة بقدرة تكبير تصل إلى 16×32 بكسل | - 64 على الشاشة (8 لكل خط مسح ضوئي) - 8×8 أو 8×16 بكسل - تقليب النقوش المتحركة:119 | - 64 على الشاشة (8 لكل خط مسح ضوئي) - 8×8 إلى 16×16 بكسل - عدد صحيح من النقوش المتحركة بقدرة تكبير تصل إلى 32×32 بكسل                                                                                  | - قائمة عرض - 100 نقش متحرك (30 لكل خط مسح ضوئي بدون خلفية)                                                 |
| الفيديو                | الخلفية                | ميدان لعب بخريطة بلاطية، 8×8 بلاطات                                                                                 | ميدان لعب بخريطة بلاطية، 8×8 بلاطات | ميدان لعب بخريطة بلاطية، 8×8 بلاطات، مع تقليب البلاط | |
| الفيديو                | التمرير                | | تمرير سلس بالأجهزة، باتجاهات رأسية و‌أفقية | تمرير سلس بالأجهزة، باتجاهات رأسية وأفقية وقُطرية، طلب مقاطعة، تمرير خطي، تمرير شاشة منقسمة شرائح جهاز إدارة الذاكرة: طلب مقاطعة، تمرير قُطري، تمرير خطي، تمرير شاشة منقسمة                              | تمرير خشن، باتجاهات رأسية وأفقية                                                                            |
| الصوت                  | الصوت                  | صوت أحادي بوجود: - ثلاث قنوات موجات مربعية - مولِّد ضجيج واحد                                                         | صوت أحادي بوجود: - قناتا موجات مربعية - قناة موجة مثلثية واحدة - مولِّد ضجيج واحد - قناة ت.ر.ن.ت واحدة، 6-بت صوتي، بمعدل استعيان 4.2 إلى 33.5 كيلوهرتز تحديثات يابانية فقط: - شريحة خرطوشة اختيارية - مصطنع موجي واحد (نظام القرص فاميكوم)                                                    | صوت أحادي بوجود: - ثلاث قنوات موجات مربعية - مولِّد ضجيج واحد في اليابان فقط: - مشغِّلا تضمين اصطناع ترددي - تسع قنوات تضمين اصطناع ترددي                                                                  | صوت أحادي بوجود::121 - قناتا موجات مربعية شريحة خرطوشة اختيارية: - أربع قنوات موجات مربعية - مولِّد ضجيج واحد |

#### المبيعات
جهاز نينتندو إنترتينمنت سيستم هو أكثر الأنظمة مبيعًا حتى الآن في أمريكا الشمالية و‌آسيا أكثر من أي نظام من الجيل الثالث. في أمريكا الشمالية في 1989، بين نينتندو وسيغا، كان يوجد من 94% إلى 6% شِق بين الاثنين في الحصة من السوق بين نينتندو إنترتينمنت سيستم وماستر سيستم، لصالح نينتندو. بحلول 1992 في أمريكا الشمالية، امتلكت نينتندو حصة من السوق بنسبة 80%، تبعتها أتاري بنسبة 12% وسيغا بنسبة 8%. كان هذا بسبب تشكيلتها القوية من ألعاب الصف الأول (مثل سوبر ماريو برذرز ومترويد وصيد البط وأسطورة زيلدا)، وكذلك قوانين الترخيص الصارمة لنينتندو والتي تطلبت أن تكون ألعاب نينتندو إنترتينمنت سيستم حصرية للمنصة لسنتين بعد الإصدار مما وضع ثقلاً على الدعم للأطراف الخارجية للمنصات الأخرى. أتاري، من ناحية أخرى، نجحت قليلاً أكثر من ماستر سيستم في أمريكا الشمالية، ولكن مع ذلك قد انتهى به في المركز الثاني البعيد. في أوروبا، كانت المنافسة صعبة لنينتندو إنترتينمنت سيستم، وتفوق عليه ماستر سيستم رغم سيطرته في الأسواق اليابانية والأمريكية الشمالية.
| المنصة                   | الوحدات المباعة حول العالم | اليابان                   | الأمريكتان                                                 | مناطق أخرى                        |
| ------------------------ | -------------------------- | ------------------------- | ---------------------------------------------------------- | --------------------------------- |
| نينتندو إنترتينمنت سيستم | 61.91 مليون (ديسمبر 2009)  | 19.35 مليون (ديسمبر 2009) | 34 مليون (ديسمبر 2009)                                     | 8.56 ملايين (ديسمبر 2009)         |
| سيغا ماستر سيستم         | 17.8 مليون (2016)          | مليون (1986)              | الولايات المتحدة: مليونان (1992) البرازيل: 8 ملايين (2016) | أوروبا الغربية: 6.8 ملايين (1993) |

## برمجيات

### عناوين هامة
- الطفل أليكس في عالم المعجزات (ماستر سيستم) من سيغا تميزت بتميمة الحظ الأصلية لسيغا، الطفل أليكس.[58]
- كاسلفينيا (نينتندو إنترتينمنت سيستم) من كونامي، مقتبسة بشكل فضفاض من رواية دراكولا للمؤلف برام ستوكر، وتبرز شخصية الكونت دراكولا على أنه الشرير الرئيسي للسلسلة. هذه اللعبة قد بدأت سلسلة كاسلفينيا.
- كرة التنين: استكشاف التنين العظيم (سوبر كاسيت فيجن) من إيبوك وكان أول لعبة مقتبسة من سلسلة الأنمي والمانغا الطويلة دراغون بول.[59]
- مسعى التنين (نينتندو إنترتينمنت سيستم) من شونسوفت و‌إنكس وقد بدأت سلسلة مسعى التنين في 1986.
- الخيال النهائي (نينتندو إنترتينمنت سيستم) من سكوير وقد بدأت سلسلة الخيال النهائي في 1987.
- أسطورة زيلدا (نينتندو إنترتينمنت سيستم) من نينتندو إنترتينمنت أنالسيس أند دفيلوبمنت و‌نينتندو وقد بدأت سلسلة أسطورة زيلدا في 1986.
- ميغا مان 2 (نينتندو إنترتينمنت سيستم) من كابكوم كانت المنتج المفصلي في سلسلة كابكوم ميغا مان. كان للسلسلة عدد من النجاحات الإضافية على نينتندو إنترتينمنت سيستم، وسيُنتج منها سلاسل فرعية ناجحة لاحقًا.
- المعدات المعدنية (إم إس إكس 2) من كونامي وقد بدأت سلسلة المعدات المعدنية في 1987. وأُصدرت لمنصة حاسوب إم إس إكس 2 و‌أُعيد إنتاجها على نينتندو إنترتينمنت سيستم بعد فترة قصيرة.
- مترويد (نينتندو إنترتينمنت سيستم) من نينتندو للبحث والتطوير 1 ونينتندو وبدأت سلسلة مترويد في 1986.
- نجم الإبداع (ماستر سيستم) من سيغا وتعد إحدى العلامات المؤثرة في ألعاب فيديو تقمص الأدوار،[60] ومن أول الألعاب التي استخدمت أوضاع الخيال العلمي ومن بطولة أنثى.[61]
- سوبر ماريو برذرز (نينتندو إنترتينمنت سيستم) من نينتندو إنترتينمنت أنالسيس أند دفيلوبمنت و‌نينتندو كانت مرفقة مع نينتندو إنترتينمنت سيستم وأصبحت أكثر ألعاب الفيديو مبيعًا في التاريخ، وهو لقب ظلت محتفظة به حتى عام 2009.[62] ستظهر ألعاب مقلدة منها لا حصر لها طوال فترة الجيل.
- سوبر ماريو برذرز 3 (نينتندو إنترتينمنت سيستم) من نينتندو تعد على نحو واسع من أفضل ألعاب المنصات ذات التمرير الجانبي للجيل، وكذلك تترأس عدة قوائم لأفضل الألعاب لمنصة نينتندو إنترتينمنت سيستم.[63] قوانينها الفيزيائية للقفز وشرائح خريطة عالم اللعبة، حيث يمكن للاعبين اختيار مساراتهم، أصبحت صيغة ألعاب ماريو ثنائية الأبعاد اللاحقة.